# Ciencias fácticas
Las ciencias fácticas, también llamadas ciencias factuales o ciencias empíricas, según una clasificación de las ciencias, son las que tienen el fin de comprender los hechos, es decir, crear una representación mental o artificial de los hechos lo más cercana a cómo son en la realidad o naturaleza. Para lograr esto, se utiliza la lógica, es decir, se asegura que los hechos no se contradigan entre sí en la representación mental, y la experimentación, para comprobar la similitud entre la representación mental o artificial y la realidad o naturaleza. Tienen, por su método, saberes provisorios, ya que las nuevas investigaciones pueden presentar representaciones artificiales más cercanas a las naturales que las que había anteriormente.
Las ciencias que estudian las leyes de la lógica en sí, y sacan conclusiones o hipótesis de ellas para crear más leyes, son las llamadas ciencias formales, porque su materia de estudio son objetos y formas ideales o abstractas, que no existen en el mundo real o en la naturaleza tangible y por ende, no se pueden comprobar empíricamente.
A su vez, las ciencias fácticas se dividen en dos: las ciencias naturales como la biología, física, química, o geología, que se limitan al estudio de la naturaleza (su aplicación a favor del hombre es la ingeniería, pero está limitada por la tecnología), y las ciencias sociales como la sociología, economía, política, que estudian la sociedad, y al tener el hombre poder sobre ella, hace sugerencias de cómo modificarla a su favor.

## Etimología
Fáctica viene del latín factum ‘hecho’. Empírica viene del griego empiria ‘experiencia’.